# Toni-Demetz-Hütte
Die Toni-Demetz-Hütte ([ˈdeːmɛts]) (ladinisch Utia Toni Demetz, italienisch Rifugio Toni Demetz) ist eine private Schutzhütte in der Langkofelgruppe in den Dolomiten. Benannt ist die Hütte nach Toni Demetz, einem Bergführer, der am Langkofel bei einem Gewitter ums Leben gekommen ist.

## Lage, Zugang und Umgebung
Die Hütte befindet sich auf der Langkofelscharte zwischen dem Langkofel und der Fünffingerspitze auf 2685 m Höhe. Sie liegt auf dem Gebiet der Gemeinde Wolkenstein in Gröden in Südtirol, Italien. Durch die Lage direkt in der Scharte bietet die Hütte einen sehr guten Ausblick auf das Sellajoch und den Sellastock auf der anderen Talseite.
Am einfachsten erreichbar ist die Toni-Demetz-Hütte vom südöstlich gelegenen Sellajoch aus. Von dort führt neben dem Steig im Sommer auch eine 1960 erbaute Stehgondelbahn herauf, die direkt an der Hütte endet. Richtung Nordwesten steigt man ins Langkofelkar zur Langkofelhütte und weiter Richtung Gröden hinab.
Die Hütte dient als Stützpunkt für Klettertouren in den Bergen der umliegenden Langkofelgruppe. Dazu zählen neben Langkofel und Fünffingerspitze etwa auch Grohmannspitze, Zahnkofel und Plattkofel. Die „Via Ferrata Furcela de Saslonch“ ist ein 2021 eingerichteter Klettersteig, der am Felssockel der Fünffingerspitze startet und direkt an der Hütte endet. Er überwindet ca. 560 Höhenmeter und hat eine Länge von 2,2 km und eine mittlere Schwierigkeit.

## Geschichte
Am 17. August 1952 wurde der junge Bergführer Toni Demetz zusammen mit zwei Mailänder Touristen am Langkofel von einem Blitz getroffen. Als erster traf Giovanni „Giuani“ Demetz, Tonis Vater, am Unfallort ein und trug den einzigen Überlebenden, einen der beiden Mailänder, ins Tal. Für seine Hilfeleistung wurde er vom Präsidenten der Republik Italien mit dem Gran Ordine del Cardo ausgezeichnet.
Im Andenken an seinen verstorbenen Sohn beschloss Giuani Demetz, auf der Langkofelscharte ein Schutzhaus als Unterkunft für Bergsteiger zu errichten. Nachdem er die Bewilligung der italienischen Regierung erhalten hatte, erfolgte im Herbst 1953 der Baubeginn. 1954 wurde die Hütte eingeweiht. Von 1987 bis 2008 bewirtschaftete die Familie Niederkofler die Hütte, seither wird sie von Giuanis Sohn Enrico Demetz und seiner Familie geführt.